# 슈퍼탤런트 패션위크
슈퍼탤런트 패션위크는 2011년 시작된 슈퍼탤런트 오브 더 월드(SUPERTALENT OF THE WORLD)가 운영하는 패션위크로 세계적인 관광지역의 유명 랜드마크에서 릴레이 포맷으로 개최되고 있는 특화된 하이엔드 패션 콘텐츠이다. 인천국제공항, 명동대로(220미터), 에펠탑’, 갤러리 라파예트, 샹젤리제 거리, 페라리 뮤지엄, 융프라우산]\ 등에서 개최된 바 있다.
슈퍼탤런트 패션위크는 대한민국에서는 코리아 패션위크로 알려져있으며, 슈퍼탤런트 광주패션위크, 부산패션위크, 대전패션위크, 대구패션위크, 경기패션위크, 서울패션위크의 유닛으로 나뉘어 있다. 슈퍼탤런트의 이러한 유명랜드의 릴레이 패션위크는 해외에서도 각광을 받고 있으며, 베트남, 중국, 몽골, 이태리 등 국가에 프랜차이즈 라이센스를 펼치고 있다.

## 역사
슈퍼탤런트 오브 더 월드의 유닛으로 2017년 5월 킨텍스에서 1회 대회를 개최하였다.

## 연혁
- 2017년 5월 10일, 5월 11일 :슈퍼탤런트 패션위크 시즌 1 개최 (킨텍스), 고양국제꽃박람회)
- 2017년 10월 :슈퍼탤런트 패션위크 시즌 2 개최 (대구광역시), (대구도시철도공사), (DTC섬유박물관), (대구한의대학교)
- 2018년 5월 : 슈퍼탤런트 패션위크 시즌 3 개최 (인천국제공항), (명동)
- 2018년 11월 : 슈퍼탤런트 패션위크 시즌 4 개최 (융프라우), (갤러리 라파예트), (에펠탑)
- 2019년 5월 : 슈퍼탤런트 패션위크 시즌 5 개최 (명동), (인사동), (강남구청) (시 페스티발)
- 2019년 10월 : 슈퍼탤런트 패션위크 시즌 6 개최 (파리) (샹젤리제 거리), (에펠탑) 트로카데로, (볼로냐) 마조레 광장, (모데나) (페라리) 본사,(로마) (콜로세움), 카발리에리힐튼 호텔 & 리조트
- 2019년 12월 : 슈퍼탤런트 패션위크 시즌 7 개최 (서울 (구로구청 신도림테크노마트, (광화문 광장), (부산) 광복동거리
- 2020년 11월 : 슈퍼탤런트 광주패션위크 개최 (광주시 (향교) (국립아시아문화전당), 백화점 (아울렛)

## 같이 보기
- 슈퍼탤런트 광주패션위크
- 슈퍼탤런트 키즈패션위크
- 슈퍼탤런트 오브 더 월드
- 슈퍼탤런트 메가 인플루언서 어워즈
- '세계 4대'(Big Four) 패션위크
  - 뉴욕 패션 위크(NYFW)
  - 런던 패션 위크(LFW)
  - 밀라노 패션 위크(MFW)
  - 파리 패션 위크(PFW)
- 베를린 패션 위크
- 빅토리아 시크릿 패션 쇼